# Sebastian Maack
Sebastian Maack (* 21. Juni 1969 in Berlin) ist ein deutscher Politiker (AfD) und seit März 2025 Mitglied des 21. Deutschen Bundestages.

## Leben
Maack besuchte von 1982 bis 1989 das Gymnasium in Berlin-Wilmersdorf, das er mit dem Abitur abschloss. Anschließend studierte er an der Technischen Universität Berlin Wirtschaftsingenieurwesen und schloss 1995 als Diplom-Ingenieur ab. Im Jahr 1996 leistete er seinen zehnmonatigen Grundwehrdienst. Von 1995 bis 2016 war er beruflich im Bereich Digitalisierung und Prozessoptimierung tätig.
Maack ist Alter Herr der Landsmannschaft Thuringia Berlin und der Akademischen Landsmannschaft Baltia Rostock, zweier schlagender Studentenverbindungen des Coburger Convents.
Er ist verheiratet und hat drei Kinder.

## Politik

### Werdegang
Von 1982 bis 2014 war er Mitglied der CDU, dabei u. a. in der Schüler Union und der Jungen Union.
Im Februar 2014 wurde Maack Mitglied der AfD und war von 2015 bis 2016 deren Bezirkssprecher in Berlin-Reinickendorf. Seit 2018 leitet er den Bundesfachausschuss für Familie und Demografie in der AfD und ist Mitglied der Bundesprogrammkommission der AfD. Seit 2023 ist er Landesschatzmeister der AfD Berlin. Maack gilt dem inzwischen aufgelösten völkischen Flügel des Rechtsextremisten Björn Höcke zugehörig und unterschrieb dessen Gründungserklärung, die Erfurter Resolution. Er gründete in der Berliner AfD das Kompetenz-Netzwerk, das durch Frank-Christian Hansel als „Versuch, den aufgelösten Flügel in Berlin unter einem neuen Label wiederzubeleben“ bezeichnet wurde.
Von 2016 bis 2021 war Maack im Bezirk Reinickendorf der Bezirksstadtrat für Bürgerdienste und Ordnungsangelegenheiten.
Von November 2021 bis September 2023 war er Mitglied der Bezirksverordnetenversammlung Reinickendorf und in dieser von März bis September 2023 der Fraktionsvorsitzende der AfD, ehe er das BVV-Mandat niederlegte.
Im Juni 2023 wurde er von der AfD in Marzahn-Hellersdorf als Bezirksstadtrat für Ordnungsangelegenheiten vorgeschlagen, jedoch durch die BVV nicht gewählt.
Im 21. Deutschen Bundestag ist Maack Obmann der AfD-Fraktion im Ausschuss für Bildung, Familie, Senioren, Frauen und Jugend, sowie ordentliches Mitglied im Ausschuss für Digitales und Staatsmodernisierung.

### Wahlen
Maack kandidierte erfolglos als Direktkandidat bei der Wahl zum Berliner Abgeordnetenhaus 2016 in Wahlkreis Reinickendorf 6 und den Bundestagswahlen 2021 sowie 2025 im Wahlkreis Berlin-Reinickendorf. 2025 wurde er als Viertplatzierter über die Landesliste der AfD Berlin in den Deutschen Bundestag gewählt.